# Rubenidi
Rubenidi (armensko Ռուբինեաններ, latinizirano: Rrubineanner) ali Rupenidi so bili armenska dinastija, ki je vladala delu Kilikije in ustanovila Armensko kraljestvo Kilikija. Dinastija je dobila ime po svojem ustanovitelju, armenskem knezu Rubenu I.  Rubenidi so bili knezi in od okoli leta 1080 kralji Kilikije,  dokler jih niso sredi 13. stoletja nasledili Hetumidi.

## Zgodovina
Rubenidska dinastija je bila ustanovljena, ko je bizantinski cesar imenoval Rubena I. za guvernerja Kilikije. Njegov pravnuk Toros I. je razširil svoje ozemlje in se razglasil za kneza Kilikije. Rubenidi so Kilikiji vladali več kot sto let. 
Pod Rubenidi je kraljestvo kulturno in gospodarsko. Rubenidski vladarji so vzdrževali tesne vezi s križarji, ki so Kilikijo priznali kot krščanskega zaveznika v regiji. Kraljestvo je  leta 1375 padlo pod kairski Mameluški sultanat in prenehalo obstajati. 
Nova armenska država je vzpostavila zelo tesne odnose z evropskimi državami in igrala zelo pomembno vlogo med križarskimi vojnami, saj je krščanskim vojskam zagotavljala zatočišče in prehranske potrebe na poti proti Jeruzalemu. Pogoste so bile mešane poroke z evropskimi križarskimi družinami, močan pa je bil tudi evropski verski, politični in kulturni vpliv.

## Rubenidski knezi Armenije
- Ruben I. (1080/1081/1082 – 1095)
- Konstantin I. (1095 – 1100/1102/1103)
- Toros I. (1100/1102/1103 – 1129/1130)
- Konstantin II. (1129/1130)
- Leon I. (1129/1130 – 1137)
- Toros II. (1144/1145 – 1169)
- Ruben II. (1169–1170)
- Mleh (1170–1175)
- Ruben III. (1175–1187)
- Leon I. (1187 – 1198/1199)

## Rubenidski kralji Armenije
- Leon I. (1198/1199 – 1219)
- Izabela (1219–1252)